# 桂慶枝
桂 慶枝（かつら けいし）は、上方落語の名跡。当代は五代目。四代目は東京の落語家。桂慶治と混合されやすく、エピソードや資料が誤植で伝わっている場合も多い。
- 初代桂慶枝 - 後∶上方四代目桂文治
- 二代目桂慶枝 - 後∶三代目笑福亭松鶴
- 三代目桂慶枝 - 後∶三代目桂文都
- 四代目桂慶枝 - 後∶八代目桂文治
- 五代目桂慶枝 - 当代。桂三風が2024年9月に襲名。